# Soyatkalan
Soyatkalan là một thị xã và là một nagar panchayat của quận Shajapur thuộc bang Madhya Pradesh, Ấn Độ.

## Nhân khẩu
Theo điều tra dân số năm 2001 của Ấn Độ, Soyatkalan có dân số 13.574 người. Phái nam chiếm 51% tổng số dân và phái nữ chiếm 49%. Soyatkalan có tỷ lệ 62% biết đọc biết viết, cao hơn tỷ lệ trung bình toàn quốc là 59,5%: tỷ lệ cho phái nam là 72%, và tỷ lệ cho phái nữ là 51%. Tại Soyatkalan, 16% dân số nhỏ hơn 6 tuổi.